# 제주 불탑사 오층석탑
제주 불탑사 오층석탑(濟州 佛塔寺 五層石塔)은 대한민국 제주특별자치도 제주시 삼양일동, 불탑사에 있는 고려시대의 오층석탑이다. 1993년 11월 19일 대한민국의 보물 제1187호로 지정되었다.

## 개요
원당사의 옛 터에 세워져 있는 석탑이다. 원당사는 조선 중기에 폐지되었고, 나중에 절터에 새로이 지어진 불탑사가 대신 자리잡고 있다.
탑은 1단의 기단(基壇) 위로 5층의 탑신(塔身)을 두고, 머리장식을 얹어 마무리한 모습이다. 탑 주변에는 돌담이 둘려져 있다.
기단은 뒷면을 뺀 세 면에 안상(眼象)을 얕게 새겼는데, 무늬의 바닥선이 꽃무늬처럼 솟아나도록 조각하였다. 탑신의 1층 몸돌 남쪽면에는 감실(龕室:불상을 모셔두는 방)을 만들어 놓았다. 지붕돌은 윗면의 경사가 그리 크지 않지만, 네 귀퉁이에서 뚜렷하게 치켜 올려져 있다. 꼭대기에 올려진 머리장식은 아래의 돌과 그 재료가 달라서 후대에 만들어진 것으로 짐작된다.
전체적인 탑의 모양이 조형성이 적고 무거워 보이는 점으로 보아 지방색이 강했던 고려 후기에 만들어진 것으로 보인다.

## 참고 자료
- 제주 불탑사 오층석탑 - 국가유산청 국가유산포털